# TBS 정오뉴스
《TBS 정오뉴스》는 평일 낮 12시에 방송되는 TBS FM의 라디오 정오 뉴스 프로그램이다.

## 기획의도 / 개요
- 정식 타이틀 편성표에는 TBS 뉴스로 표기하고 있다.
- 아나운서 멘트 모두 TBS 정오뉴스로 표기하고 있다.

## 아나운서
- 나선홍 (아나운서팀 팀장)
- 송정애
- 황원찬
- 김보빈
- 김혜지
- 이가희
- 조현아
- 손승희
- 강지연
- 김상아
- 이민준

## 동시 시간대 뉴스 프로그램
- KBS 제1라디오 정오종합뉴스 (KBS 제1라디오)
- MBC 정오종합뉴스 (MBC 표준FM)
- cpbc 정오종합뉴스 (cpbc 가톨릭평화방송)
- BBS 정오종합뉴스 (BBS FM)
- 경인방송 정오종합뉴스 (경인방송)
- TBN 정오뉴스 (TBN 한국교통방송)
- KFN 라디오 뉴스 (KFN 라디오)

## 같이 보기
- TBS FM

| TBS FM 평일 낮 프로그램  |                        |                         |
| 이전                     | TBS 정오뉴스           | 다음                    |
| 우리말 고운말            | TBS 정오뉴스           | 손승희의 가요공감       |
| 오전 11시 57분 ~ 낮 12시 | 낮 12시 ~ 낮 12시 10분 | 낮 12시 10분 ~ 오후 2시 |
|                          |                        |                         |

| TBS FM 주말 오전/낮 프로그램          |                       |                        |
| 이전                                  | TBS 정오뉴스          | 다음                   |
| 기분좋은 토/일요일 조현아입니다 5,6부 | TBS 정오뉴스          | 손승희의 가요공감      |
| 오전 11시 ~ 낮 12시                   | 낮 12시 ~ 낮 12시 5분 | 낮 12시 5분 ~ 오후 2시 |
|                                       |                       |                        |